# لنسینگ، مینه‌سوتا
لنسینگ (به انگلیسی: Lansing) یک منطقهٔ مسکونی در ایالات متحده آمریکا است که در شهرستان مور، مینه‌سوتا واقع شده‌است. لنسینگ ۱۸۱ نفر جمعیت دارد و ۳۷۴٫۹۱ متر بالاتر از سطح دریا واقع شده‌است.